# 天暦の治

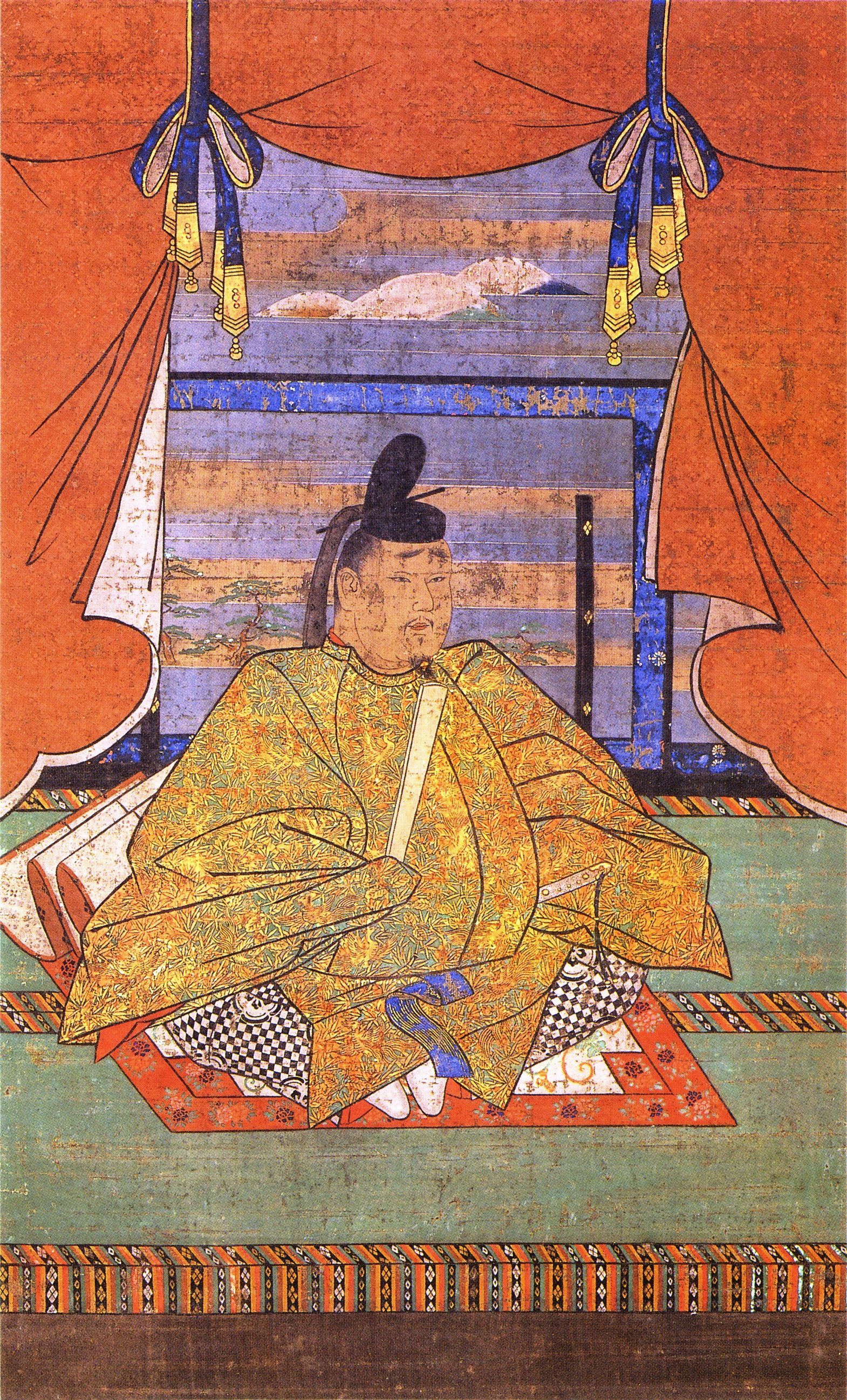
天暦の治を行った村上天皇

天暦の治（てんりゃくのち）とは、平安時代中期（10世紀中期）の村上天皇の治世を理想した呼称。天暦は村上天皇の治世の元号である。
村上天皇は、946年（天慶9年）に即位した後しばらくは藤原忠平を関白に置いていたが、949年（天暦3年）に忠平が没すると、以後、摂関は置かず天皇親政の形式をとった。後世、村上治世は天皇親政により理想の政治が行われた時代として聖代視され、同じく天皇親政が行われたとする10世紀前期の醍醐天皇の治世（延喜の治）と併せて、延喜・天暦の治と呼ばれた。
しかし、忠平の後に実際に政務をリードしたのは太政官筆頭である左大臣藤原実頼であり、村上治世を天皇親政の理想の時代とするのは、11世紀以降に摂関政治で不遇をかこった中下流の文人貴族による意識的な喧伝だったのだと考えられている。